# Marion Maubon
Marion Maubon (født 27. juli 1989) er en fransk håndboldspiller, som spiller i Metz Handball og Frankrigs kvindehåndboldlandshold.